# جاميرو مونتيرو
جاميرو مونتيرو (بالهولندية: Jamiro Monteiro)‏ (ولد في 23 نوفمبر 1993) هو لاعب كرة قدم هولندي، يلعب مدافعاً.

## روابط خارجية
- جاميرو مونتيرو على موقع الدوري الأمريكي (الإنجليزية)
- جاميرو مونتيرو على موقع قاعدة بيانات كرة القدم.إي يو (الإنجليزية)
- جاميرو مونتيرو على موقع ليكيب (الفرنسية)
- جاميرو مونتيرو على موقع ناشيونال فوتبول تيمز (الإنجليزية)
- جاميرو مونتيرو على موقع Soccerway.com (الإنجليزية)
- جاميرو مونتيرو على موقع عالم كرة القدم.نت (الإنجليزية)